# Năng suất tỏa nhiệt
Năng suất tỏa nhiệt hay nhiệt đốt cháy (ΔHc0) của một chất, thông thường là các dạng nhiên liệu hay thực phẩm, là lượng nhiệt được giải phóng trong quá trình đốt cháy một lượng cụ thể của chất đó. Năng suất tỏa nhiệt là đặc trưng cho từng chất. Nó được đo theo các đơn vị đo năng lượng trên mỗi đơn vị chất đó, thông thường là khối lượng, chẳng hạn như kcal/kg, kJ/kg, J/mol, Btu/m³.  Năng suất tỏa nhiệt nói chung được xác định bằng cách sử dụng nhiệt lượng kế. Nó cũng có thể được tính như là khác biệt giữa nhiệt hình thành (ΔfH0) của các sản phẩm và của các chất tham gia phản ứng.
Giá trị được gọi là năng suất tỏa nhiệt trên (hay năng suất tỏa nhiệt tổng thể hay năng lượng tổng thể) được xác định bằng cách đưa tất cả mọi sản phẩm của sự cháy ngược trở lại nhiệt độ ban đầu trước khi cháy, và cụ thể là ngưng tụ bất kỳ loại hơi nào đã sinh ra. Điều này có nghĩa là người ta coi năng suất tỏa nhiệt trên như là nhiệt nhiệt động lực học của sự cháy từ thay đổi enthalpy đối với phản ứng để đạt được nhiệt độ thông thường của các chất trước và sau khi cháy. Trong trường hợp này, nước sinh ra trong quá trình cháy được coi là lỏng.
Giá trị được gọi là năng suất tỏa nhiệt dưới (hay năng suất tỏa nhiệt thực) được xác định bằng cách trừ nhiệt hóa hơi của nước sinh ra từ sự cháy ra khỏi năng suất tỏa nhiệt trên. Điều này có nghĩa là người ta coi bất kỳ lượng nước nào sinh ra đều ở dạng hơi. Năng lượng cần thiết để hóa hơi nước vì thế không được coi là nhiệt.
Phần lớn các ứng dụng có sự đốt cháy nhiên liệu đều sinh ra hơi nước và đó là phần không được sử dụng, và vì thế làm lãng phí lượng nhiệt của nó. Trong những ứng dụng như thế, năng suất tỏa nhiệt dưới là giới hạn có thể sử dụng được. Cụ thể, điều này liên quan tới khí tự nhiên, do hàm lượng hiđrô cao của nó nên sinh ra nhiều nước. Năng suất tỏa nhiệt trên là thích đáng đối với khí ga đốt cháy trong các nồi hơi ngưng tụ để ngưng tụ hơi nước sinh ra từ sự cháy, thu lại nhiệt mà nếu khác đi đã bị bỏ phí.

## Năng suất tỏa nhiệt trên của một số nhiên liệu
| Nhiên liệu | MJ/kg | BTU/lb       | kJ/mol  |
| ---------- | ----- | ------------ | ------- |
| Hiđrô      | 141,8 | 61.100       | 286     |
| Mêtan      | 55,5  | 23.900       | 783     |
| Êtan       | 51,9  | 22.400       | 1.570   |
| Propan     | 50,35 | 21.700       | 2.220   |
| Butan      | 49,5  | 20.900       | 2.875   |
| Diesel     | 47,3  | 20.400       |         |
| Parafin    | 46    | 19.900       | 16.300  |
| Xăng       | 44,8  | 19.300       |         |
| Than đá    | 15–27 | 8.000–14.000 | 200–350 |
| Gỗ         | 15    | 6.500        | 300     |
| Than bùn   | 6–15  | 2.500–6.500  |         |

| Nhiên liệu | MJ/kg | BTU/lb | kJ/mol |
| ---------- | ----- | ------ | ------ |
| Metanol    | 22,7  | 9.800  | 726    |
| Etanol     | 29,7  | 12.800 | 1.300  |
| Propanol   | 33,6  | 14.500 | 2.020  |
| Acetylen   | 49,9  | 21.500 | 1.300  |
| Benzen     | 41,8  | 18.000 | 3.270  |
| Amonia     | 22,5  | 9.690  | 382    |
| Hydrazin   | 19,4  | 8.370  | 622    |
| Hexamin    | 30,0  | 12.900 | 4.200  |
| Cacbon     | 32,8  | 14.100 | 393,5  |

## Năng suất tỏa nhiệt trên của khí tự nhiên
Năng suất tỏa nhiệt trên của khí tự nhiên từ các nguồn khai thác khác nhau là không đồng nhất. Dữ liệu đưa ra dưới đây thu được từ Cơ quan Năng lượng Quốc tế (International Energy Agency):
- Nga: 38.231 kJ/m³
- Hoa Kỳ: 38.416 kJ/m³
- Canada: 38.200 kJ/m³
- Hà Lan: 33.320 kJ/m³
- Vương quốc Anh: 39.710 kJ/m³
- Indonesia: 40.600 kJ/m³
- Algérie: 42.000 kJ/m³
- Uzbekistan: 37.889 kJ/m³
- Ả Rập Xê Út: 38.000 kJ/m³
- Na Uy: 39.877 kJ/m³
- Bangladesh: 36.000 kJ/m³

Năng suất tỏa nhiệt dưới của các nguồn khí tự nhiên nói trên bằng khoảng 90% năng suất tỏa nhiệt trên của chúng. 

## Nhiên liệu cần để thắp sáng một bóng 100W trong một năm (876 kWh)
- 400 kg (876 lb) than đá
- 230 kg (508 lb) dầu mỏ
- 170 kg (377 lb) hay 255 m³ khí tự nhiên
- 0,006 kg (.014 lb) urani
- 0,0000075 kg (0,000016 lb) Mặt Trời